# تروي كيني
تروي كيني (بالإنجليزية: Troy Kinney)‏ هو نقاش ‏ وفنان أمريكي، ولد في 1 ديسمبر 1871 في كانساس سيتي في الولايات المتحدة، وتوفي في 29 يناير 1938 في قرية فالس في الولايات المتحدة.